# Peter Karvaš
Peter Karvaš (* 25. April 1920 in Banská Bystrica; † 28. November 1999 in Bratislava) war ein slowakischer Schriftsteller.

Er war Philosoph, Theaterwissenschaftler, Dramaturg und Diplomat. 1968 wurde er infolge des Prager Frühlings mit Publikationsverbot belegt. Bekannt wurde Karvaš vor allem mit seinen Stücken, von denen die Mitternachtsmesse auch in Deutschland mit Erfolg gespielt wurde. Daneben steht ein ebenso beachtliches Prosawerk und zahlreiche theoretische Arbeiten auf dem Gebiet der Theaterwissenschaften und Philosophie.

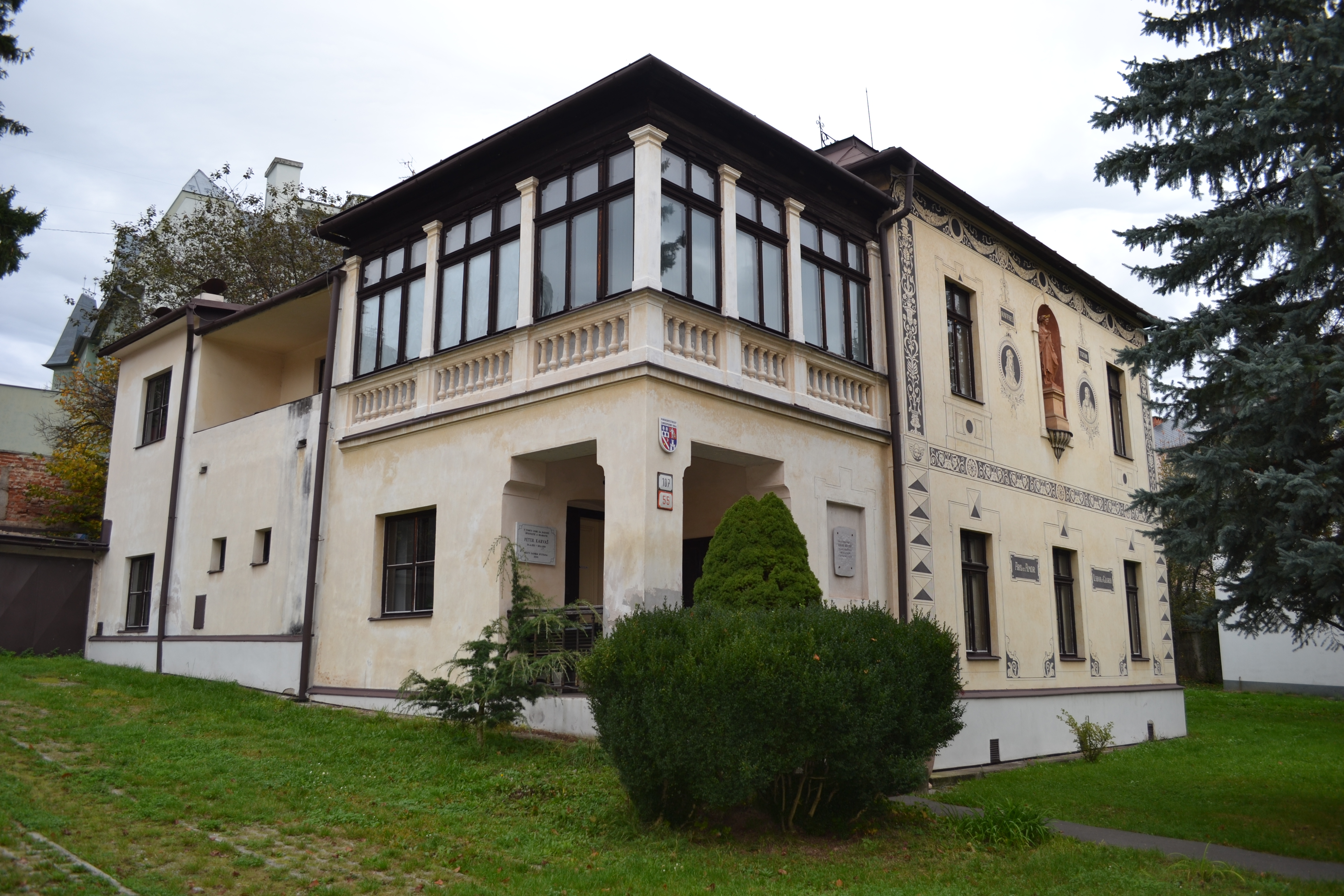
Geburtsort des Schriftstellers Peter Karvaš

## Werke

### Theaterstücke
- Mitternachtsmesse, (Drama mit Prolog in drei Akten (Fünf Bildern))
- Die grosse Perücke, (Komödie in zwei Teilen mit Epilog (elf Bildern))
- Antigone und die Anderen, (Tragödie in 3 Akten und 2 Zwischenspielen)
- Ein Königreich für einen Mörder, (Komödie)
- Menschen unserer Straße, (Lustspiel in vier Bildern)
- Diplomaten, (Komödie in drei Akten)
- Patient hundertdreizehn, (Schauspiel in fünf Akten)
- Meteor, (Drama in drei Aufzügen)
- Sieben Zeugen, (Schauspiel in einem Akt)
- Die Umfrage, (Schauspiel in einem Akt)
- Das Verbot, (Schauspiel in 2 Teilen (6 Bildern))

### Prosa
- Tanz der Salome, Apokryphen
- Teufeleien
- Unvollendete für Kinderstimme